# Loutété
Loutété è un centro abitato della Repubblica del Congo, situato nella regione di Bouenza.